# Hammer (fumetto)
Hammer è una serie a fumetti edita in Italia dalla Star Comics, creata da Riccardo Borsoni, Giancarlo Olivares, Mario Rossi, Gigi Simeoni e Stefano Vietti.

## Storia editoriale
La serie venne pubblicata tra il 1994 e il 1996 e si concluse dopo tredici numeri a causa di difficoltà legate alla gestione del prodotto e a un numero di vendite non sufficientemente alte da garantirne la sopravvivenza nel mercato.
La serie nacque dietro richiesta dell'editore Giovanni Bovini, proprietario della Star Comics che voleva creare una serie di fantascienza, inizialmente pensata come una miniserie di quattro numeri, capace di contrapporsi a Nathan Never, all'epoca unico esempio di fantascienza a fumetti italiana. Il progetto venne affidato a un gruppo di autori che aveva precedentemente lavorato alla serie Full Moon Project (creato da Davide Longoni, Stefano Vietti, Marco Febbrari, Giancarlo Olivares, Mario "Majo" Rossi, Gigi Simeoni e Fabio Pezzi) e ad altri disegnatori provenienti dallo staff di Lazarus Ledd. La serie venne impostata come un'avventura realistica e ricca di azione, incentrata sui personaggi, vero perno di tutto il progetto. L'obiettivo dello staff creativo composto da Borsoni, Olivares, Rossi, Simeoni, Vietti e Febbrari, era principalmente quello di spiazzare e coinvolgere il lettore operando scelte anticonvenzionali, possibili grazie all'estrema libertà che fu loro concessa dall'editorie. Il risultato fu un prodotto diverso, controcorrente, controllato nei minimi dettagli dal gruppo di lavoro e volutamente progettato per essere un'alternativa a Nathan Never, all'epoca presente sul mercato da più di quattro anni. Quando le vendite non apparvero più soddisfacenti, la Star Comics propose agli autori un taglio dei costi per continuare a pubblicare la testata, offerta che venne respinta e che decretò la chiusura anticipata della serie. Nonostante le difficoltà, il Gruppo Hammer riuscì a cambiare in tempo gli sviluppi narrativi del progetto, portando a termine entro il tredicesimo numero le trame aperte nel corso degli episodi precedenti e conferendo al tutto l'aspetto di una miniserie autoconclusiva.
Dopo l'esperienza di Hammer, alcuni autori del team si sono trasferiti in massa alla Sergio Bonelli Editore, dove hanno preso parte alle scuderie di diverse testatene: Nathan Never, Jonathan Steele, Legs Weaver, Dampyr, Gregory Hunter, Martin Mystère, Agenzia Alfa, Tex, Dylan Dog, Le Storie, Romanzi a fumetti Bonelli.
Esiste un numero extra della serie, intitolato Gattordici - La macchina dei sogni: si tratta di un piccolo albo curato dal gruppo "Hammer" al completo, con tiratura limitata a 500 copie, commissionato dalla rivista amatoriale Cronaca di Topolinia nel 2001, e presenta una storia inedita, temporalmente collocata tra gli albi nn. 4 e 5 della serie regolare.
Mondadori Comics riporta nelle edicole e fumetterie la collana, a partire dal 18 luglio 2014, ristampando tutta la serie con omaggi, pagine inedite, nuove copertine e un logo ridefinito. La serie è costituita da 13 volumi e ripropone anche il numero zero e "Gattordici". Il numero 10, "Superbo avvenire", è stato completamente riscritto e concettualmente modificato, con un diverso finale che conferisce un nuovo senso nella continuity della saga. Archiviato il 7 giugno 2015 in Internet Archive.

## Personaggi
Protagonisti della serie sono tre carcerati, Helena Svensson, Swan Barese e John Colter, che dopo essere evasi da una prigione virtuale (in cui i detenuti giacciono sedati in sarcofagi criogenici e sottoposti a detenzione tramite induzione di sogni collettivi appositamente progettati e controllati) decidono di avviare una collaborazione tra loro, nonostante le forti divergenze caratteriali e di aspettative, affrontando una serie di missioni ad alto rischio.

## Trama
"Lo scenario storico-fantastico che si apre sotto i nostri occhi è quello di fine millennio, il terzo. Un periodo burrascoso, caratterizzato da una situazione di pace precaria. Il Sistema Solare è dominato dalla presenza della razza umana, alla quale non è bastato emigrare in posti lontani milioni di chilometri per smettere di azzuffarsi.
Ovunque luccica il ghignante sorriso della ipertecnologia che spesso si fonde con quello che resta del lontano passato per creare forme assurde e barocche. Le astronavi viaggiano veloci da un desolato pianeta terraformato a un'isola galleggiante tra gli asteroidi, da una città orbitale a una verdissima foresta artificiale.
I porti franchi ospitano i viaggiatori più strani: uomini d'affari senza scrupoli, cyberkiller spietati, mercenari, avventurieri e navigatori al soldo delle compagnie multi planetarie che trasportano ovunque i metalli graffiati agli asteroidi" (Testo tratto dal redazionale del N°1, Doppia fuga).
Helena Svensson, abile hacker dotata di un impianto neurale, ha portato a termine l'ennesima missione, riuscendo a incassare una considerevole cifra di crediti che le permetteranno di allontanarsi dalla Terra e sfuggire da un mandato di cattura. Ma al momento dell'incontro con il suo compagno e complice, Jedediah, qualcosa non fila per il verso giusto e viene arrestata e condannata a 20 anni di prigionia in un gigantesco carcere orbitale di massima sicurezza: Lazareth. In questa comunità-prigione senza sbarre e celle, in cui i prigionieri vengono lasciati ‘liberi’ di scorrazzare, Helena conosce il giovane Swan Barese, pilota contrabbandiere e John Colter, irascibile fuorilegge con molta esperienza alle sue spalle. Con altri prigionieri, i tre organizzano una rocambolesca fuga dal carcere; il gruppo riesce a fuggire da Lazareth e si mette sulle tracce di Jedediah. A bordo di un velocissimo cargo da trasporto ribattezzato Hammer, i tre intraprendono un viaggio senza meta attraverso il Sistema Solare, sopravvivendo di espedienti e prestando la propria professionalità a chiunque sia in grado di ricompensarla profumatamente. Sulle loro tracce si muove tuttavia la Flotta Aerospaziale capitanata dal Comandante Ivan Kosich, decisa a tutti i costi a fermare i tre fuggiaschi.

## Elementi distintivi
La serie, oltre a ispirarsi e a sviluppare coerentemente l'immaginario cyberpunk, ha introdotto elementi narrativi insoliti che, se da un lato costituivano il suo principale punto di forza, dall'altro ne hanno paradossalmente decretato l'insuccesso commerciale, classificandolo prematuramente come un prodotto di nicchia destinato ai soli cultori della fantascienza.
Le caratteristiche maggiormente significative di Hammer sono:
- La scelta di porre a capo della serie (il cui nome è tratto dalla nave a bordo della quale viaggiano i protagonisti) non un singolo personaggio ma tre persone differenti, a ognuna della quale è riservata eguale attenzione.
- La caratterizzazione dei tre protagonisti, anti-eroi dalla discontinua moralità, assolutamente umani e in quanto tali pieni di quei difetti e di quelle virtù che si possono tastare con mano nella vita di ogni giorno. Il loro linguaggio è spesso infarcito di turpiloquio e i loro atteggiamenti appaiono talvolta eticamente discutibili.
- Il futuro scelto come background; traendo la sua linfa dal grigiore cupo e a tratti apocalittico del cyberpunk, esso appare disilluso, non privo di speranza ma attraversato da violenza e caos.
- La fortissima dose di azione presente in ogni storia, in cui sono immancabili lunghe sequenze di inseguimenti o sanguinosi scontri a fuoco.
- Nel numero uno, Doppia fuga, i protagonisti scoprono che la prigione in cui erano rinchiusi è in realtà una gigantesca simulazione virtuale a cui, senza saperlo, erano stati collegati. Lo svolgimento della vicenda presenta numerosissime affinità con quello che quattro anni dopo sarebbe diventato un film di successo planetario: Matrix. Da sottolineare che una trama pressoché identica è anche narrata nella parte iniziale del romanzo "Ai Due Lati del Muro" di Francesco Grasso, Collana Urania n.1189 e Premio Urania 1992, che risulta quindi essere antecedente sia al fumetto che al film di cui sopra.
- L'introspezione psicologica condotta sui personaggi, i cui contorni vanno delineandosi numero dopo numero senza per questo ingabbiarli in figure statiche e prevedibili.
- L'ambientazione delle avventure, che offre volta per volta scenari diversi; oltre a prestarsi ad incursioni della serie in altri generi, essa reagisce sempre organicamente con la vicenda narrata.
- Lo stile grafico che caratterizza le storie: accattivante, ricco di chiaroscuri, particolari dettagliati, potenti suggestioni e movimenti dinamici che tentano di seguire il ritmo frenetico delle avventure.
- L'ironia scanzonata frutto dell'alchimia dei tre protagonisti, che mitiga la struttura molto articolata delle storie e alcune tematiche di non facile trattazione.
- per la fanzine Cronaca di Topolinia, venne prodotto un numero speciale intitolato "Gattordici", gioco di parole tra "gatto" (animale protagonista della vicenda) e "quattordici", numerazione ideale scelta per l'albo dopo i tredici numeri della serie regolare.

## Elenco degli albi
| Nr. | Titolo                | Data           | Soggetto                             | Sceneggiatura                        | Disegni                                              | Editore     |
| --- | --------------------- | -------------- | ------------------------------------ | ------------------------------------ | ---------------------------------------------------- | ----------- |
| 0   | Tradita               | ottobre 1994   | Riccardo Borsoni, Giancarlo Olivares | Riccardo Borsoni, Giancarlo Olivares | Giancarlo Olivares                                   | Star Comics |
| 1   | Doppia fuga           | giugno 1995    | Gruppo Hammer                        | Marco Febbrari, Majo                 | Majo                                                 | Star Comics |
| 2   | La caccia             | luglio 1995    | Stefano Vietti, Giancarlo Olivares   | Stefano Vietti, Giancarlo Olivares   | Giancarlo Olivares                                   | Star Comics |
| 3   | Il gioco di Shamahir  | agosto 1995    | Riccardo Borsoni                     | Riccardo Borsoni, Fabio Pezzi        | Fabio Pezzi                                          | Star Comics |
| 4   | La montagna che canta | settembre 1995 | Gigi Simeoni                         | Gigi Simeoni                         | Gigi Simeoni                                         | Star Comics |
| 5   | Caino e Abele         | ottobre 1995   | Riccardo Borsoni, Giancarlo Olivares | Giovanni Barbieri                    | Massimo Rocca                                        | Star Comics |
| 6   | Invernomuto           | novembre 1995  | Giancarlo Olivares                   | Riccardo Borsoni                     | Roberto Ferrari                                      | Star Comics |
| 7   | Miraggio, coraggio    | dicembre 1995  | Gigi Simeoni                         | Gigi Simeoni                         | Armando Rossi                                        | Star Comics |
| 8   | I reietti di Gheba    | gennaio 1996   | Stefano Vietti                       | Stefano Vietti                       | Jacomelli & Gradin                                   | Star Comics |
| 9   | Nemo Bassajen         | febbraio 1996  | Stefano Vietti                       | Stefano Vietti, Giancarlo Olivares   | Andrea Mutti                                         | Star Comics |
| 10  | Superbo avvenire      | marzo 1996     | Marco Febbrari                       | Marco Febbrari                       | Antonio Sarchione                                    | Star Comics |
| 11  | L'urlo del cielo      | aprile 1996    | Marco Febbrari                       | Giovanni Barbieri                    | Fabio Mantovani                                      | Star Comics |
| 12  | Cuore infranto        | maggio 1996    | Riccardo Borsoni                     | Riccardo Borsoni                     | Giuseppe D'Elia                                      | Star Comics |
| 13  | L'ultimo sogno        | giugno 1996    | Gruppo Hammer                        | Stefano Vietti, Giancarlo Olivares   | Andrea Mutti, Giancarlo Olivares, Majo, Gigi Simeoni | Star Comics |